# Diplophryxus richardsoni
Diplophryxus richardsoni är en kräftdjursart som beskrevs av Goverdhan Lal Chopra 1930. Diplophryxus richardsoni ingår i släktet Diplophryxus och familjen Bopyridae. Inga underarter finns listade i Catalogue of Life.